# Montreuil-en-Caux
Montreuil-en-Caux ist eine französische Gemeinde mit 490 Einwohnern (Stand 1. Januar 2022) im Département Seine-Maritime in der Region Normandie (vor 2016 Haute-Normandie); sie gehört zum Arrondissement Dieppe und ist Teil des Kantons Luneray (bis 2015 Tôtes). Die Einwohner werden Montreuillais genannt.

## Geographie
Montreuil-en-Caux liegt etwa 30 Kilometer nordnordöstlich von Rouen in der Landschaft Pays de Bray und etwa 32 Kilometer südsüdöstlich von Dieppe. Umgeben wird Montreuil-en-Caux von den Nachbargemeinden Auffay im Norden, Sévis im Norden und Nordosten, La Crique im Osten, Bracquetuit im Süden und Südosten, Saint-Victor-l’Abbaye im Südwesten, Saint-Maclou-de-Folleville im Westen sowie Saint-Denis-sur-Scie im Nordwesten.

## Bevölkerungsentwicklung
| Jahr                      | 1962 | 1968 | 1975 | 1982 | 1990 | 1999 | 2006 | 2013 |
| Einwohner                 | 404  | 411  | 349  | 367  | 357  | 380  | 429  | 541  |
| Quelle: Cassini und INSEE |      |      |      |      |      |      |      |      |

## Sehenswürdigkeiten
- Kirche Saint-Antoine-et-Saint-Sulpice